# 舍茨

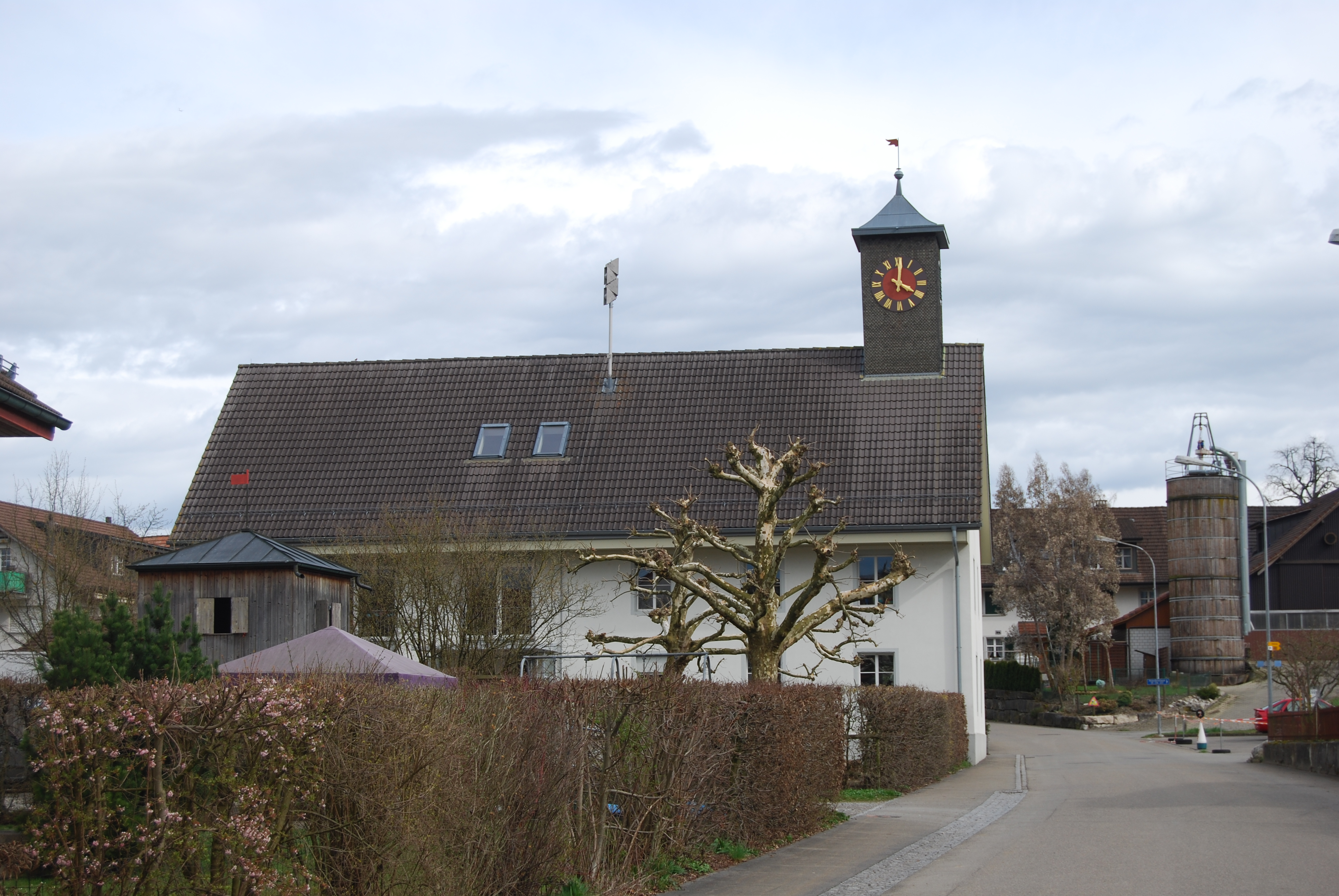

舍茨是瑞士的城鎮，位於該國北部，由阿爾高州負責管轄，面積3.3平方公里，海拔高度408米，2012年人口650，五成半人口信奉基督教，人口密度每平方公里197人。